# 야베 히사에
야베 히사에(일본어: 矢部 寿恵, 1970년 10월 6일 ~ )는 일본의 AV 여배우다. 2010년 12월에 데뷔했다.